# Lluís Claret
Lluís Claret (Andorra-a-Velha, 10 de março de 1951) é um músico andorrano, especialista em violoncelo.
Iniciou sua educação musical aos 9 anos de idade. Em 1964, mudou-se para a cidade de Barcelona, obtendo muito reconhecimento no Conservatório de Liceu, onde começou a trabalhar com Enric Casals. Claret continuou seus estudos na França, Itália e nos Estados Unidos.
Ao longo de sua carreira tem se dedicado especialmente na música de câmara. Ganhou seus primeiros prêmios em vários concursos internacionais. É o membro fundador do Trio de Barcelona e frequentemente colabora com músicos de renome.
É professor em escolas de música e conservatórios e, muitas vezes, é chamado para ser jurado em concursos internacionais de música.